# Hans Krüger (SS-Mitglied)
Hans Willi Walter Krüger (* 18. April 1912 in Swinemünde; † 22. Mai 1970 in Kiel) war ein deutscher SS-Hauptsturmführer und Versicherungskaufmann. Als Angehöriger der SS-Panzergrenadier-Division Leibstandarte Adolf Hitler war er an der ersten Massenermordung von Juden nach der deutschen Besetzung Italiens im September 1943 im sogenannten Massaker vom Lago Maggiore beteiligt. 1968 wurde er deswegen zu einer lebenslangen Freiheitsstrafe verurteilt. Das Urteil wurde zwei Jahre später wegen Verjährung wieder aufgehoben.

## Leben

### Jugend und Werdegang bei der SS
Krüger stammte aus bescheidenen Verhältnissen. Sein Vater war gelernter Maurer, hatte im Winter in einem Fischereibetrieb gearbeitet und später in Swinemünde ein Milchgeschäft eröffnet. Hans Krüger war der erstgeborene Sohn und das zweite von drei Kindern. Sein zwei Jahre jüngerer Bruder fiel im Krieg. Krüger begann nach dem Besuch der Volksschule 1926 eine Malerlehre. Er wollte später nach dem Abschluss der Lehre eine militärische Laufbahn einschlagen, wurde aber wegen der vielen Bewerber nicht angenommen. Im Dezember 1932 trat er der SS (SS-Nummer 85.018) und zum 1. April 1933 der NSDAP bei (Mitgliedsnummer 1.593.351).
Nachdem er 1934 erfolgreich einen Lehrgang bei der SS absolviert hatte, gab er seine Tätigkeit als Maler auf. Als Rottenführer befehligte er ab September 1934 ein Wachkommando, das ein Munitionslager in Torgelow bewachte. Mit seiner Beförderung zum Unterscharführer 1935 wurde er als Schreiber zur SS-Standarte „Pommern“ in Greifswald versetzt. 1936 heiratete er. Aus der Ehe gingen sechs Kinder hervor, wovon zwei bereits nach wenigen Wochen starben. Ein weiterer Junge verstarb 1944 im Alter von 17 Jahren. Ab 1937 war er in Greifswald als Adjutant zuständig für das Personal. 1938 wurde er zum Untersturmführer befördert.
Im November 1939 wurde Krüger in die Waffen-SS eingezogen. Laut seiner Prozessakte von 1968 machte er seine Grundausbildung im Totenkopf-Regiment „Oranienburg“. Nach Jens Westemeier handelte es sich dabei um die Totenkopf-Standarte „Oranienburg“. Ein anschließenden Führungslehrgang in Breslau schloss er als Zweitbester ab, was ihm die Tür für einen Lehrgang an der SS-Junkerschule Bad Tölz öffnete. Nach dem erfolgreichen Abschluss des Lehrgangs in Bad Tölz wurde er als Zugführer der Leibstandarte SS Adolf Hitler unterstellt. Von September 1940 an war er als Oberscharführer der Waffen-SS bei seiner Einheit in Metz in Frankreich.
Mit der LSSAH nahm er 1941 zunächst am Balkanfeldzug am später am Überfall auf die Sowjetunion teil. 1941 wurde er zum Untersturmführer und Anfang 1943 zum Obersturmführer befördert. Im Frühjahr 1943 übernahm er die Nachfolge von Hauptsturmführer Hans Röhwer als Kompaniechef der 3. Kompanie des 1. Bataillons des Panzer-Grenadier-Regiments Nr. 2. Letzterer gehörte er bereits seit 1942 an. Als Kompaniechef führte er die 3. Kompanie auch noch nach ihrer Verlegung im Sommer 1943 nach Italien. Nach dem Fall Achse befand sich das von Hans Röhwer als stellvertretender Bataillonschef befehligte 1. Bataillon Panzer-Grenadier-Regiments Nr. 2 seit dem 12. September 1943 am Westufer des Lago Maggiore in Oberitalien. Die von Krüger befehligte 3. Kompanie schlug ihr Quartier in Stresa auf. Er selbst wurde zum Ortskommandanten ernannt und nahm im größten Hotel des Ortes, im Hotel Regina, Quartier.

### Massaker am Lago Maggiore
Am 15. September begannen Angehörige des Bataillons Personen jüdischen Glaubens am Westufer zu verhaften. Dem war eine Entscheidung vorausgegangen, an dem neben dem stellvertretenden Bataillonskommandanten Röhwer und dem Kompaniechef der 5. Kompanie, dem Obersturmführer und Ortskommandanten von Baveno Herbert Schnelle, auch Krüger teilnahm. Letzterer fuhr am frühen Nachmittag des 15. September mit einigen Untergebenen bei den Carabinieri in Arona vor und forderte eine Liste der im Ort ansässigen Juden, die ihnen schließlich im Rathaus ausgehändigt wurde, nachdem sich die Carabinieri für nicht zuständig erklärt hatten. In den folgenden Stunden wurden in Arona mehrere Juden verhaftet und abgeführt. Einigen der Verhaftungsaktionen stand Krüger selbst vor. In der Nacht vom 18. auf den 19. September randalierte er mit Zechgenossen in einer vormals von Juden bewohnten Villa in Arona und vergewaltigte anschließend die Frau des Hausmeisters.
Die neun am 15. September in Arona verhafteten Juden wurden noch am Abend von den SS-Männern an einen unbekannten Ort gebracht. Ihre Spuren verlieren sich später in Novara. Sie wurden dort von der SS im Gerichtsgefängnis eingeliefert. Was danach mit ihnen geschah, ist nicht bekannt. Von ihnen hat man kein weiteres Lebenszeichen erhalten. In Stresa begann die Verhaftungswelle am 16. September. Als Ortskommandant hatte sich Krüger gewaltsam Zutritt in das Rathaus verschafft und den Bürgermeister eingeschüchtert, ihm die Post der Gemeinde zur Durchsicht auszuhändigen. Auch am Tag darauf wurde die Suche nach Juden in Stresa fortgesetzt. Ob Krüger auch an den Verhaftungen in Meina beteiligt war, was sich wegen der geographischen und zeitlichen Nähe zu den Ereignissen in Arona aufdrängen würde, ist nicht geklärt.
Nach der Verhaftungswelle wurde bei einer Kompanieführerbesprechung in Baveno zwischen dem 19. und dem 22. September 1943, an der auch Krüger teilnahm, übereinstimmend beschlossen die verhafteten Juden zu töten. Die Entscheidung gab Krüger noch am gleichen Tag als Befehl an seine Untergebenen weiter. Die vier in Stresa verhafteten Juden wurden darauf von der SS an einem unbekannten Ort gebracht und umgebracht. Bei der nachfolgenden divisionsinternen Untersuchung gaben die Untergebenen Krügers aus der 3. Kompanie an, vier bis acht jüdische Personen erschossen und die Leichen im See versenkt zu haben. Das vom Divisionsrichter auf Veranlassung des Divisionskommandeurs, Oberführer Theodor Wisch, eingeleitete Verfahren gegen Krüger wurde wegen der Kriegswirren nicht zu Ende geführt. Die Akten des Verfahrens gingen verloren.

### Kriegsende und Nachkriegszeit
Nach den Ereignissen am Lago Maggiore nahm Krüger Fronturlaub. Am Winterfeldzug der LSSAH an der Ostfront im Winter 1943/44 nahm er nicht teil, weil er einen Kompanieführerlehrgang besuchte. Er übernahm die 3. Kompanie erst wieder im April 1944 in Belgien. Am Tag der Alliierten Invasion in der Normandie lag das 1. Bataillon bei Caen. Nachdem der Bataillonskommandeur, Sturmbannführer Hans Becker, am 20. August 1944 im Kessel von Falaise gefallen war, wurde Krüger das Bataillonskommando anvertraut. Noch am selben Tag geriet er in britische Kriegsgefangenschaft.
Im Mai 1948 wurde er aus der Kriegsgefangenschaft entlassen. Er wohnte zunächst bei seiner Schwester in Kiel und arbeitete wieder als Maler. Ende 1948 ließ er seine Familie aus Greifswald nachholen. Die Ehe wurde 1958 geschieden. Um für die Unterhaltszahlungen aufzukommen, gab er sich als Arbeitsloser aus und bezog eine Zeit lang Arbeitslosengeld, obwohl er mittlerweile als Vertreter arbeitete. Der Schwindel flog auf und 1960 wurde er wegen fortgesetzten Betruges zu einer Gefängnisstrafe auf Bewährung von einem Monat verurteilt. Am 20. Oktober 1964 wurde der nun in der Versicherungsbranche tätige Krüger im Zuge der Ermittlungen des Amtsgerichts Osnabrück im Bezug auf die Ereignisse am Lago Maggiore verhaftet. Auf seine Beschwerde hin wurde der Haftbefehl am 19. November 1964 aufgehoben. Im November 1966 wurde ein neuer Haftbefehl ausgestellt, worauf er am 29. November 1966 erneut in Untersuchungshaft genommen wurde. Während der Verhandlung behauptete er, nie Antisemit gewesen zu sein und bei keinen Massakern an Juden anwesend gewesen zu sein. Am 5. Juli 1968 wurde er zusammen mit Hans Röhwer „wegen gemeinschaftlichen Mordes begangen in gleichartiger Tateinheit an 22 Menschen“ zu einer lebenslangen Freiheitsstrafe verurteilt.
Krüger legte Revision gegen das Urteil ein. Am 17. März 1970 hob der 5. Strafsenat des Bundesgerichtshofes das Urteil wegen Verjährung auf. Nach Ansicht der Richter war nicht zu erkennen, aus welchen Gründen das Verfahren der Divisionsrichter 1943 eingestellt worden war, weshalb die Tat verjährt sei.